# HD 74156
HD 74156 — одиночная звезда в созвездии Гидры на расстоянии около 187 световых лет (около 57,3 парсек) от Солнца. Видимая звёздная величина звезды — +7,61m. Возраст звезды определён как около 4,3 млрд лет.
Вокруг звезды обращается, как минимум, две планеты.

## Характеристики
HD 74156 — жёлтый карлик спектрального класса G0, или G1V. Масса — около 1,238 солнечной, радиус — около 1,44 солнечного, светимость — около 2,517 солнечной. Эффективная температура — около 5916 K.

## Планетная система
В 2003 году группой астрономов было объявлено об открытии планет HD 74156 b и HD 74156 c. Обе являются газовыми гигантами, однако планета HD 74156 b представляет собой горячий юпитер: она обращается настолько к близко к родительской звезде, что внешние слои её атмосферы разогреты чрезвычайно сильно. Её масса равна 1,88 массы Юпитера. Планета HD 74156 с обращается на расстоянии 3,85 а.е. от звезды.
В 2007 году группа астрономов объявила об обнаружении ещё одной планеты HD 74156 d, однако независимого подтверждения открытия пока не зарегистрировано. Учёные работали с данными, полученными телескопом Хобби-Эберли, используя метод Доплера.
В 2019 году учёными, анализирующими данные проектов Hipparcos и Gaia, у звезды обнаружена планета HIP 42723 e.